# Isaiah Stewart
Isaiah Stewart II (Nova Iorque, 22 de maio de 2001) é um jogador norte-americano de basquete profissional que atualmente joga no Detroit Pistons da National Basketball Association (NBA).
Ele jogou basquete universitário na Universidade de Washington e foi selecionado pelo Portland Trail Blazers como a 16ª escolha geral no draft da NBA de 2020.

## Primeiros anos
Stewart nasceu em Rochester, Nova York. Ele cresceu jogando futebol e lutando boxe. Na quinta série, ele se concentrou no basquete, que o atraía por causa de seu tamanho e capacidade atlética. Ele jogou basquete organizado pela primeira vez aos 10 anos, enquanto frequentava a escola primária em Rochester. Aos 12 anos, Stewart tinha cerca de 1,83 m.

## Carreira no ensino médio

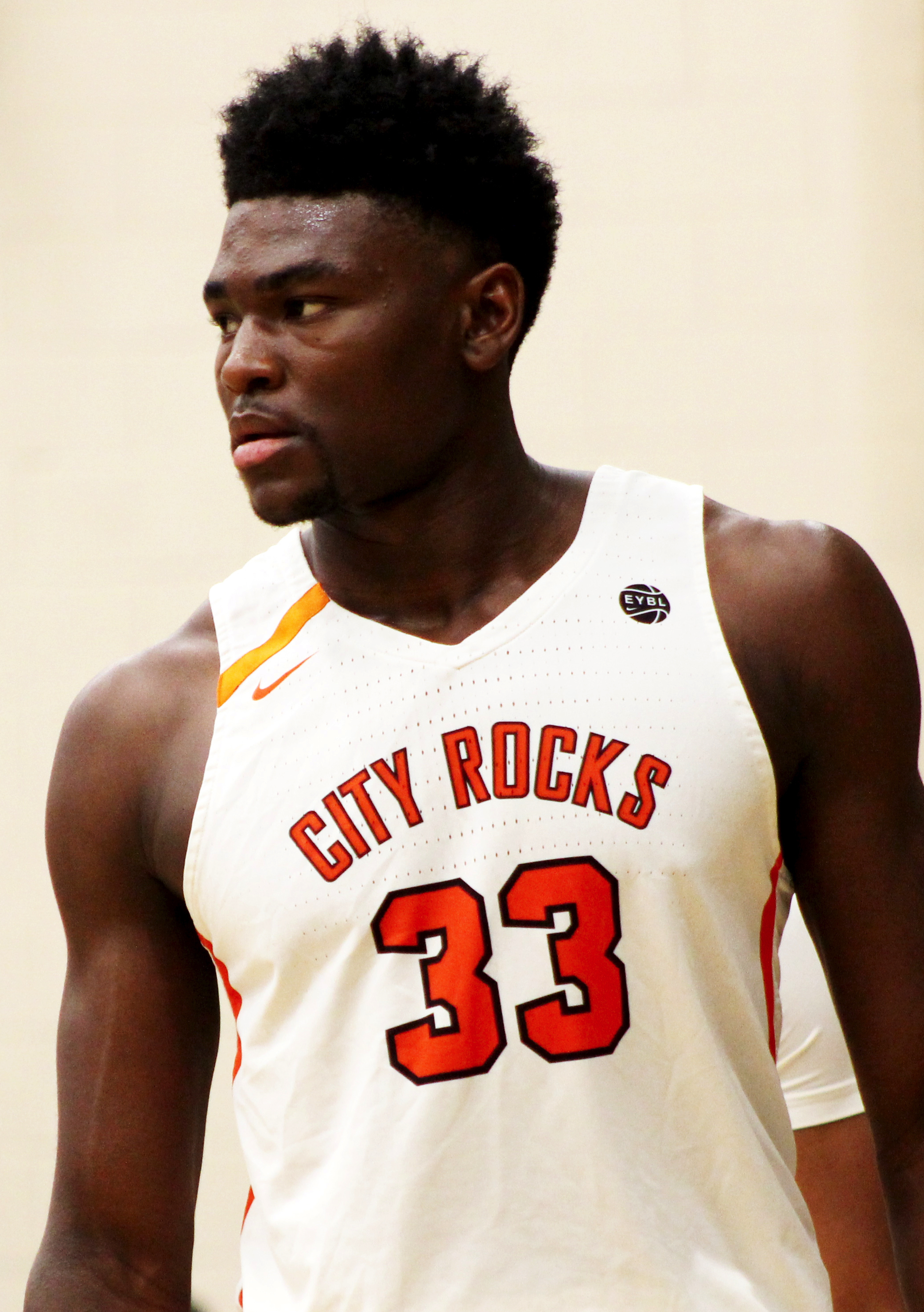
Stewart na Nike EYBL em julho de 2018

Stewart frequentou a McQuaid Jesuit High School em seus primeiros dois anos de ensino médio. Quando tinha 14 anos, ele tinha 2,01 m. Em sua temporada de calouro, Stewart teve médias de 18,5 pontos, 12,4 rebotes e 3,1 bloqueios, registrando dois jogos consecutivos de 40 pontos, e foi eleito o Jogador do Ano da Rochester City Athletic Conference.
Em outubro de 2016, ele quebrou o cóccix durante as seletivas da seleção nacional Sub-16 e, consequentemente, perdeu a maior parte de sua segunda temporada. Em 2 de fevereiro de 2017, Stewart voltou à quadra, registrando 35 pontos, 14 rebotes e seis bloqueios em sua estreia na temporada.
Entrando em seu terceiro ano, Stewart foi transferido para a La Lumiere School, uma escola preparatória em La Porte, Indiana, com um prestigioso programa de basquete. Em 19 jogos, ele teve médias de 19,8 pontos, 11,2 rebotes e 2,4 bloqueios, levando seu time a um recorde de 25–4. Em sua última temporada com o La Lumiere, ele teve médias de 18,1 pontos, 11,3 rebotes e 2,9 bloqueios, ajudando seu time a um recorde de 30-1. Stewart ganhou os prêmios Naismith Prep Player of the Year e Mr. Basketball USA. Ele foi nomeado para a Primeira-Equipe do USA Today e para a Segunda-Equipe do MaxPreps All-American. Stewart jogou no McDonald's All-American Game, Jordan Brand Classic e Nike Hoop Summit.

### Recrutamento
Stewart terminou sua carreira no ensino médio como um recruta cinco estrelas e entre os cinco melhores jogadores na classe de 2019. Em 21 de janeiro de 2019, ele se comprometeu a jogar basquete universitário na Universidade de Washington. Os outros finalistas a contratá-lo foram Duke, Kentucky, Michigan State e Syracuse. Stewart foi atraído por Washington por causa de seu relacionamento de longa data com Mike Hopkins. Ele conhecia Hopkins, um ex-treinador assistente de Syracuse, desde sua época em que estudava na McQuaid Jesuit High School.
| Nome | Cidade Natal                           | Escola/Universidade    | Altura             | Peso            | Data da revisão |
| --- | -------------------------------------- | ---------------------- | ------------------ | --------------- | --------------- |
| Isaiah Stewart C | Rochester, NY                          | La Lumiere School (IN) | 6 ft 9 in (2.06 m) | 245 lb (111 kg) | Jan 20, 2019    |
| Isaiah Stewart C | Recrutamento: Rivais: ESPN: 247sports: |                        |                    |                 |                 |
| Classificação geral de novatos: Rivals: 2º \| 247sports: 4º \| ESPN: 3º                                                                                       |                                        |                        |                    |                 |                 |
| - Nota: Em muitos casos, Scout, Rivals, 247Sports e ESPN podem entrar em conflito em suas listas de altura e peso, nestes casos, a média foi obtida. - Fonte: |                                        |                        |                    |                 |                 |

## Carreira universitária
Stewart fez sua estreia universitária por Washington contra Baylor no Clássico das Forças Armadas de 2019, registrando 15 pontos e sete rebotes, incluindo a cesta da vitória por 67-64.
No final da temporada regular, Stewart foi nomeado para a Primeira-Equipe e para a Equipe de Novatos da Pac-12. Ele registrou 29 pontos e 12 rebotes contra Arizona no Torneio da Pac-12. Na temporada, ele teve médias de 17 pontos, 8,8 rebotes e 2,1 bloqueios. 
Após a temporada, Stewart se declarou para o Draft da NBA de 2020.

## Carreira profissional

### Detroit Pistons (2020–Presente)
Stewart foi selecionado pelo Portland Trail Blazers no Draft da NBA de 2020. Em 22 de novembro de 2020, Stewart, Trevor Ariza e uma escolha futura da primeira rodada foram negociados com o Houston Rockets em troca de Robert Covington. Em 24 de novembro, Stewart, Ariza, uma futura escolha de segunda rodada e considerações em dinheiro foram negociadas com o Detroit Pistons em troca de Christian Wood, uma futura escolha de primeira rodada e uma escolha de segunda rodada em 2021. Em 1º de dezembro de 2020, o Detroit Pistons anunciou que havia assinado um contrato de 4 anos e US$15 milhões com Stewart.
Em 21 de novembro de 2021, Stewart foi expulso no terceiro quarto depois de entrar em uma briga com LeBron James durante uma derrota por 116-121 para o Los Angeles Lakers. James inicialmente atingiu Stewart no rosto, o que levou ele a ataca-lo. Stewart teve que ser contido por vários oficiais e jogadores do jogo. No dia seguinte, foi anunciado que Stewart seria suspenso por dois jogos por suas ações.
Em 9 de março de 2023, os Pistons anunciaram que Stewart foi diagnosticado com uma compressão no ombro esquerdo e ficaria afastado por pelo menos três a quatro semanas.
Em 10 de julho de 2023, foi reportado que Stewart concordou com uma extensão de contrato de 4 anos e US$64 milhões com os Pistons.
Em 14 de fevereiro de 2024, Stewart foi preso em Phoenix por agressão após supostamente ter socado o oponente Drew Eubanks no estacionamento do Footprint Center durante uma disputa antes de um jogo contra o Phoenix Suns. Stewart recebeu uma intimação e foi liberado.

## Carreira na seleção
Stewart jogou pela Seleção Americana na Copa do Mundo de Basquete Sub-17 de 2018 na Argentina. Em sete jogos, ele teve médias de 11,1 pontos e 8,4 rebotes. Nas finais, Stewart liderou todos os jogadores com 15 pontos e nove rebotes na vitória por 95-52 sobre a França para conquistar a medalha de ouro.

## Estatísticas da carreira

### NBA

#### Temporada regular
| Ano      | Equipe   | PJ  | PT  | MPJ  | AP   | 3P   | LL   | RT  | AS  | BR | TO  | PPJ  |
| -------- | -------- | --- | --- | ---- | ---- | ---- | ---- | --- | --- | -- | --- | ---- |
| 2020–21  | Detroit  | 68  | 14  | 21.4 | .553 | .333 | .696 | 6.7 | .9  | .6 | 1.3 | 7.9  |
| 2021–22  | Detroit  | 71  | 71  | 25.6 | .510 | .326 | .718 | 8.7 | 1.2 | .3 | 1.1 | 8.3  |
| 2022–23  | Detroit  | 50  | 47  | 28.3 | .442 | .327 | .738 | 8.1 | 1.4 | .4 | .7  | 11.3 |
| 2023–24  | Detroit  | 46  | 45  | 30.9 | .487 | .383 | .753 | 6.6 | 1.6 | .4 | .8  | 10.9 |
| Carreira | Carreira | 235 | 177 | 26.5 | .498 | .342 | .726 | 7.5 | 1.2 | .4 | .9  | 9.6  |

### Universitário
| Ano     | Equipe     | PJ | PT | MPJ  | AP   | 3P   | LL   | RT  | AS | BR | TO  | PPJ  |
| ------- | ---------- | -- | -- | ---- | ---- | ---- | ---- | --- | -- | -- | --- | ---- |
| 2019–20 | Washington | 32 | 32 | 32.2 | .570 | .250 | .774 | 8.8 | .8 | .5 | 2.1 | 17.0 |

## Vida pessoal
O pai de Stewart, Dela Stewart, que nasceu na Jamaica, emigrou para os Estados Unidos no início dos anos 1970 para trabalhar em uma fazenda. Mais tarde, ele se mudou para Nova York, onde conheceu a mãe de Stewart, Shameka Holloway, e começou a trabalhar na construção. O avô paterno de Stewart, que era um pescador e fazendeiro jamaicano, tinha 2,06 m. Stewart vestiu a camisa de basquete número 33 em homenagem ao ex-jogador da NBA da Jamaica, Patrick Ewing.